# Abbasabad (safàvida)
Abbasabad fou una estació de caravanes i fortalesa del període safàvida de Pèrsia, prop del Shashme-yi-gaz, a la carretera de Gran Khorasan, entre Esfahan i Mazanderan, situada a 120 km de Sabzawar i a 109 km de Shahrud. Fou fundada per Abbas I el Gran que hi va instal·lar una colònia de georgians.